# Albert Henze
Albert Henze (7 de agosto de 1894 - 31 de março de 1979) foi um oficial alemão que serviu no Deutsches Heer durante a Segunda Guerra Mundial. Foi condecorado com a Cruz de Cavaleiro da Cruz de Ferro com Folhas de Carvalho.

## Condecorações
| Cruz de Ferro (1914) 2ª Classe                                      | 27 de julho de 1916    |
| Cruz de Ferro (1914) 1ª Classe                                      | 27 de janeiro de 1918  |
| Cruz de Cavaleiro da Ordem da Casa Real de Hohenzollern com Espadas | 30 de setembro de 1918 |
| Cruz de Honra da Guerra Mundial 1914/1918                           |                        |
| Cruz de Ferro (1939) 2ª Classe                                      | 2 de outubro de 1939   |
| Cruz de Ferro (1939) 1ª Classe                                      | 12 de julho de 1940    |
| Distintivo de Feridos (1939) em Preto                               |                        |
| Distintivo de Honra do Exército                                     | 18 de agosto de 1943   |
| Cruz Germânica em Ouro                                              | 2 de março de 1943     |
| Cruz de Cavaleiro da Cruz de Ferro                                  | 15 de janeiro de 1944  |
| Cruz de Cavaleiro da Cruz de Ferro com Folhas de Carvalho nº 709    | 21 de janeiro de 1945  |